# Narvaja
Narvaja (en euskera y oficialmente Narbaiza)  es un concejo del municipio de San Millán, en la provincia de Álava, País Vasco (España).

## Localización
Este pueblo, de tradición alfarera, se encuentra en la zona en la que la llanada alavesa va dejando de serlo, en las primeras laderas de la Sierra de Urquilla. Atravesando esta, a escasos kilómetros, puede accederse al monasterio guipuzcoano de nuestra señora de Aranzazu (Santuario de Aránzazu), en el lado norte de la sierra. Este trayecto se hace atravesando las campas de Urbía, en el entorno de los montes de Aitzkorri y Aratz, dos de los picos más importantes y queridos del País Vasco.

## Localidades
Forman parte del concejo las localidades de:
- Barría (en euskera y oficialmente Barria)
- Narvaja (oficialmente Narbaiza)

## Demografía
| Gráfica de evolución demográfica de Narbaja entre 2000 y 2017 |
|                                                               |
| Población de derecho según los censos de población del INE.   |

## Monumentos
El edificio más destacado del municipio es la iglesia de San Esteban, obra del siglo XVI construida sobre una iglesia románica anterior. Antiguamente el pueblo dispuso de otras ermitas, hoy desaparecidas.

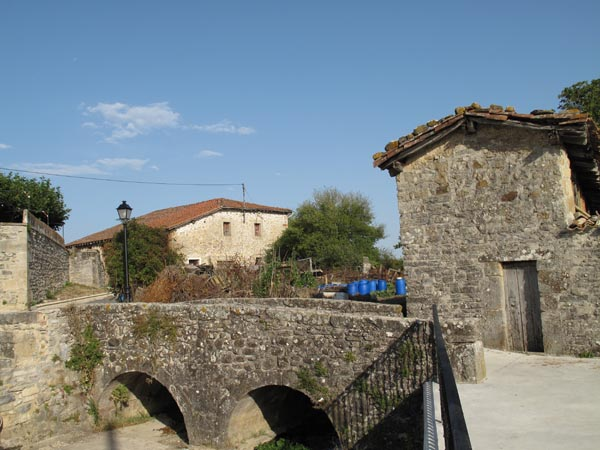
Antiguo puente de piedra de la localidad

## Personas destacadas
- Natural de este pueblo fue Plácido Luzuriaga, que durante el siglo XVI fuera abad del Monasterio de Santa María de Herrera, en el término de Miranda de Ebro, alcanzando fama de santo.[3][4]

- El primer cuadro importante del prestigioso pintor Antonio Ortiz Echagüe representa La misa de Narvaja (1900),[5][6] pueblo con el que tenía vínculos familiares y en el que veraneaba con sus padres y hermanos, entre ellos el fotógrafo e ingeniero José Ortiz Echagüe.